# エリック・ブルーン
エリック・ブルーン（Erik Belton Evers Bruhn、1928年10月3日 – 1986年4月1日）は、デンマークのバレエダンサー、振付家、バレエ指導者である。デンマーク出身のダンサーとして初めて世界的な活躍を見せた男性ダンサーであり、彼の後にピーター・マーティンス (en) やペーター・シャウフス (en) などの優れたダンサーが続いた。20世紀最高の男性ダンサーの1人として評価が高く、純粋で高度なクラシック・バレエの技巧と深みのある表現力をあわせ持っていた。
しばしば10歳年下のルドルフ・ヌレエフと対比されたが、火のように精力的なヌレエフに対して、ブルーンは常に冷静でノーブルな態度を保ち、「水」のようだと形容された。ヌレエフとは公私にわたって親しく、ブルーンが突然の死を迎えるまで恋愛関係にあった。

## 生涯
コペンハーゲンの生まれ。1937年、9歳のときにデンマーク王立バレエ学校 (en) でバレエを学び始めた。1947年に、デンマーク王立バレエ団に入団した。
ブルーンは早くからデンマーク国外での活動を開始し、特にアメリカのバレエ団には頻繁に招聘されて舞台に立った。彼は入団後数か月でデンマーク王立バレエ団を1度退団し、イギリスに渡ってメトロポリタン・バレエ団 (en) に入団した。ブルーンのこの行動について舞踊評論家のジェラール・マノニは「ひょっとするとブルーンは、コペンハーゲンの同バレエ団が熱心に継承しているブルノンヴィル・スタイルの優れた踊り手として終わっていたかもしれない」と評し、旧来のバレエ分野に収まらない強い個性を持った彼が、格式は高いがあまりにも狭い世界からの脱却と飛躍を本能的に試みたのではないかと推測している。
1949年にデンマーク王立バレエ団に戻り、同年（翌年という説もあり）ソリストに昇格した。その後は同バレエ団の許可のもとにアメリカン・バレエ・シアター（ABT）、ニューヨーク・シティ・バレエ団（NYCB）、英国ロイヤル・バレエ団、ハークネス・バレエ団などで舞台に立った。頻繁な外部への客演が続く間もデンマーク王立バレエ団とは良好な関係を保ち、同バレエ団でロマンティック・バレエの諸作品をたびたび踊っている。
ブルーンが最初の大きな成功を収めたのは、ABTに在籍していた1955年のことであった。この年の5月1日、彼は代役としてわずかに3日間のみのリハーサルを行ったのみで『ジゼル』のアルブレヒトを初めて踊ることになった。タイトル・ロールのジゼル役は彼より20歳年長のイギリス出身のバレリーナ、アリシア・マルコワで、彼女はパリ・オペラ座バレエ団出身のフランス人バレリーナ、イヴェット・ショヴィレと並んで「理想のジゼル」と高い評価を受ける存在でもあった。
この舞台は大きな話題となり、ブルーンは評論家筋からも称賛を受けた。ニューヨーク・タイムズ紙で1927年から1962年まで舞踊評論を担当したジョン・マーティン（en:John Martin (dance critic)）は「われわれは歴史的な瞬間に立ち会ったのだ。現在最高のジゼルから、明日の最高のアルブレヒトとなる人間に、崇高な使命が託された舞台だった」と評している。ブルーンとマルコワは、後にマーゴ・フォンテインと若き日のルドルフ・ヌレエフが形成する年の差パートナーシップの先駆けになった。
1961年、ブルーンは正式にデンマーク王立バレエ団を退団した。退団後もゲスト・ダンサーとして、たびたび同バレエ団の舞台に立っている。ブルーンは世界各国の名だたるバレエ団から多数のオファーを受け、人気ダンサーの地位を確かなものとした。端麗な容姿に加えて純粋で高度なクラシック・バレエの技巧と深みのある表現力を備えた彼は、アメリカ人バレリーナのマリア・トールチーフ、ノラ・ケイ、シンシア・グレゴリー、ロシア人のナタリア・マカロワ、イギリス人のナディア・ネリナ、フランス人のイヴェット・ショヴィレ、イタリア人のカルラ・フラッチなど当時を代表する名バレリーナたちにとっても理想的なパートナーであった。特にフラッチとは、「伝説的」と評価を受けるほどのパートナーシップを築き上げた。

エリック・ブルーンとマリア・トールチーフ、1961年

1967年にスウェーデン王立バレエ団の舞踊監督に就任したが、引き続き舞台にも立ち続けた。主役級の地位から退いたのは1972年で、以後は『ラ・シルフィード』の魔女マッジや『コッペリア』のコッペリウス博士などのキャラクテールとして舞台に登場した。
ブルーンは1973年から1976年までカナダ国立バレエ団（NBC）で常任プロデューサーを務めた。NBCでは『ラ・シルフィード』、『コッペリア』、『白鳥の湖』を演出したほか、デンマーク王立バレエ団、スウェーデン王立バレエ団、ミュンヘン・バレエ団などに招聘されて古典バレエ作品の演出を手掛けた。
その後1983年から1986年に死去するまで、NBCの芸術監督を務めた。彼は自分の踊ってきたロマンティック・バレエの多くを再演し、バレエ教育に熱心に取り組んだ。若いダンサーたちには舞踊技巧を教え込み、芸術的な感性と表現力の向上に尽力した。
1986年4月1日、トロントで死去した。彼の死に際して、舞踊評論家のアンナ・キセルゴフ (en) は次のように追悼している。
ブルーンは1963年にニジンスキー賞、1968年にダンスマガジン賞を受賞している。著書に『ブルノンヴィルとバレエ技術』（Bournonville and Ballet technique、1961年、リリアン・ムーア共著）がある。

## レパートリーと評価
デンマーク出身のダンサーとして初めて世界的な活躍を見せた男性ダンサーであり、彼の後にピーター・マーティンスやペーター・シャウフスなどの優れたダンサーが続いた。彼はしばしば20世紀最高のバレエダンサーと評価される。高度で隙のないクラシック・バレエの超絶技巧に加えて、演劇性と芸術性を保ちつつも自身の個性を強く打ち出していた。
遠くロマンティック・バレエの流れを汲むブルノンヴィル・スタイルの最高の体現者と評価され、彼が踊る『ラ・シルフィード』のジェイムズは理想的なものであった。『ジゼル』のアルブレヒトも評価が高く、彼の人物造形はその完成度において一つの典型となった。
ブルーンは古典バレエだけではなく現代作品にも優れ、同時代の名振付家たちに多大なインスピレーションを与えた。ジョン・クランコは『ダフニスとクロエ』（1962年）を彼のために振り付けた。舞踊技巧だけではなく高いドラマ性が要求される『令嬢ジュリー』（ビルギット・クルベリ振付）や『カルメン』（ローラン・プティ振付）でも彼の演技と踊りは秀でていた。
ブルーンについては、舞踊評論家、共演者やパートナーなどもこぞって称賛している。プティは『カルメン』でドン・ホセを踊ったブルーンについて「最高に美しいドン・ホセでした」と高く評価し、「『カルメン』での彼は、たとえようもなくすばらしい、洗練された俳優でもありました」と語っている。
一方で、ジョージ・バランシンとは微妙な関係にあった。ブルーンは1959年から1960年にかけての冬のシーズンと、1963年から1964年の冬のシーズンの2回、NYCBで舞台に立っていた。ブルーン自身によれば、2回ともきわめて不幸な時期であり、「死んだも同然」で2回目の在籍時には胃に穴が開いたほどであった。彼は「バランシンが自分を破滅させようとしている」とまで思いつめたという。その時期のエピソードとして、バランシンが1回のリハーサルさえないままに、ブルーンに『アポロ』のタイトル・ロールを踊らせることに決め、ブルーンがそれを固辞した話が伝わっている。
ダンサーとしてのキャリアの後期には、キャラクテールとして『ラ・シルフィード』の魔女マッジや『コッペリア』のコッペリウス博士などの役柄を演じた。持ち前の演技力で人物造形に深みを与え、キャラクテールとしても優秀であった。

## 人物と私生活
ブルーンは謙虚で物静かな性格で、マスコミなどに騒がれることを嫌っていた。それでも彼の名声は、バレエファン以外にも広く届いた。この点について、彼がルドルフ・ヌレエフときわめて親密だったことにその理由を求める意見がある。しかし、ブルーン自身はヌレエフから何らかの利益や見返りを求めたことは1度もなく、むしろ陰に隠れることを了としていた。
ブルーンは10歳年下のヌレエフと25年にわたって親密な関係にあった。ともに20世紀最高のバレエダンサーと評価されながらも2人は対照的な個性を持ち、精力的で外向的なヌレエフが火に例えられたのに対して、ブルーンは常に冷静でノーブルな態度を保ち、水のように静かで落ち着いた存在だった。
ヌレエフはブルーンと知り合いになる前から、彼の大ファンであった。それは亡命前に、ABTがロシアにやってきたときの映像を見ていたからだったという。2人が実際に会ったのは、1961年にヌレエフがコペンハーゲンに滞在していたときであった。それ以来、ブルーンはヌレエフの友人、助言者、教師、そして恋人という関係を長きにわたって築いた。
ブルーンは西側に亡命してきてから日の浅いヌレエフに西欧各国での振る舞いを手ほどきし、洗練されたスタイルや教養を身につけるようにアドバイスを与えた。そしてヌレエフはブルーンによって、西欧の社会で自らの進むべき道を見いだすことができた。
ブルーンが1986年に死去したことは、ヌレエフにとってもあまりにも衝撃的なできごとであった。彼は多くの男性と浮名を流しつつも、ブルーンへの愛情は終生変わることがなかった。

## 主な出演（映画・映像）
- 1952年：『アンデルセン物語』（チャールズ・ヴィダー監督、ローラン・プティ振付）[9][16]
- 1969年：『ジゼル』（共演 カルラ・フラッチ）[17][18]